# Абашидзе, Ростом Омарович
Ростом Омарович Абашидзе (груз. როსტომ ომერის ძე აბაშიძე; род. 23 февраля 1935, Батум) — грузинский советский борец классического стиля, трёхкратный чемпион СССР, трёхкратный чемпион мира, победитель многих международных турниров, Заслуженный мастер спорта СССР (1962).

## Биография
Родился 23 февраля 1935 года в Батуми.
Хорошо плавал, затем добился успехов в футболе. Но в 1950 году начал заниматься классической борьбой под руководством тренеров Акакия Миминошвили и Георгия Ростиашвили.
Выступал в полутяжёлой весовой категории (до 97 кг). В 1954 году выполнил норматив мастера спорта СССР. Выступал на чемпионатах СССР 1954-1963 годов. Побеждал на чемпионатах страны в 1957, 1960 и 1962 годах. В 1956 и 1958 годах был бронзовым призёром. Мастер спорта СССР (1956).
В 1956 году был включён в состав сборной команды СССР. Становился чемпионом мира в 1958, 1962 и 1963 годах. Был участником Олимпиады в Токио в 1964 году. Но, не успев полностью восстановить свою спортивную форму после болезни, занял 5 место.
После Олимпиады закончил спортивную карьеру и перешёл на тренерскую работу. Был главным тренером сборной Грузинской ССР по греко-римской борьбе. Под его руководством команда добилась ряда серьёзных успехов.
С отличием окончил сначала строительный факультет, а затем аспирантуру Грузинского государственного политехнического института.
Был директором предприятий строительной индустрии. Руководил Главным управлением сельскохозяйственного водоснабжения республики.
В 2015 году перед зданием Национальной федерации борьбы Грузии в Тбилиси были торжественно открыты именные звезды грузинских борцов Ростома Абашидзе и Зарбега Бериашвили. Министерство спорта и молодёжи Грузии присвоило борцам звание «Рыцарь спорта» — высшее почетное спортивное звание Грузии, учрежденное в 2003 году.

## Спортивные результаты
- Классическая борьба на летней Спартакиаде народов СССР 1956 года — ;
- Чемпионат СССР по классической борьбе 1957 года — ;
- Чемпионат СССР по классической борьбе 1958 года — ;
- Чемпионат СССР по классической борьбе 1960 года — ;
- Чемпионат СССР по классической борьбе 1962 года — ;